# Дуайер, Роберт
Ро́берт Бадд Дуа́йер (англ. Robert Budd Dwyer; 21 ноября 1939, Сент-Чарльз, Миссури — 22 января 1987, Гаррисберг, Пенсильвания) — американский политик, казначей штата Пенсильвания, обвинённый в коррупции и застрелившийся во время телевизионной пресс-конференции.
В начале 1980-х годов было установлено, что из-за ошибок в системе налогообложения штата Пенсильвания с работников штата взимался избыточный подоходный налог. На заключение многомиллионного контракта, предоставляющего право расчёта компенсационных выплат, претендовало множество аудиторских компаний. В 1986 году казначей Пенсильвании был обвинён в принятии взятки от калифорнийской фирмы, пытавшейся заполучить контракт в обход конкурентов. На протяжении всего судебного разбирательства Дуайер категорически отрицал свою виновность, настаивая на том, что стал жертвой «политического преследования». Последнее судебное заседание и вынесение приговора по делу Дуайера были назначены на 23 января 1987 года — день, последовавший за его самоубийством.

## Карьера
Дуайер окончил Аллегейни-колледж в Мидвилле, Пенсильвания. Он получил степень магистра в области изящных искусств и социальных исследований и тренировался футболу в высшей школе Кембридж Спрингс, Пенсильвания. Дуайер был членом нижней палаты законодательного собрания Пенсильвании от партии республиканцев, от 6-го избирательного округа (хотя места от округа были распределены по 1969 год) с 1965 по 1970 годы. Также Дуайер с 1971 по 1981 годы являлся членом сената Пенсильвании от 50-го избирательного округа. После своего пребывания на посту сенатора штата, Дуайер перешёл на должность казначея, которую занимал до самой смерти.

## Публичное самоубийство

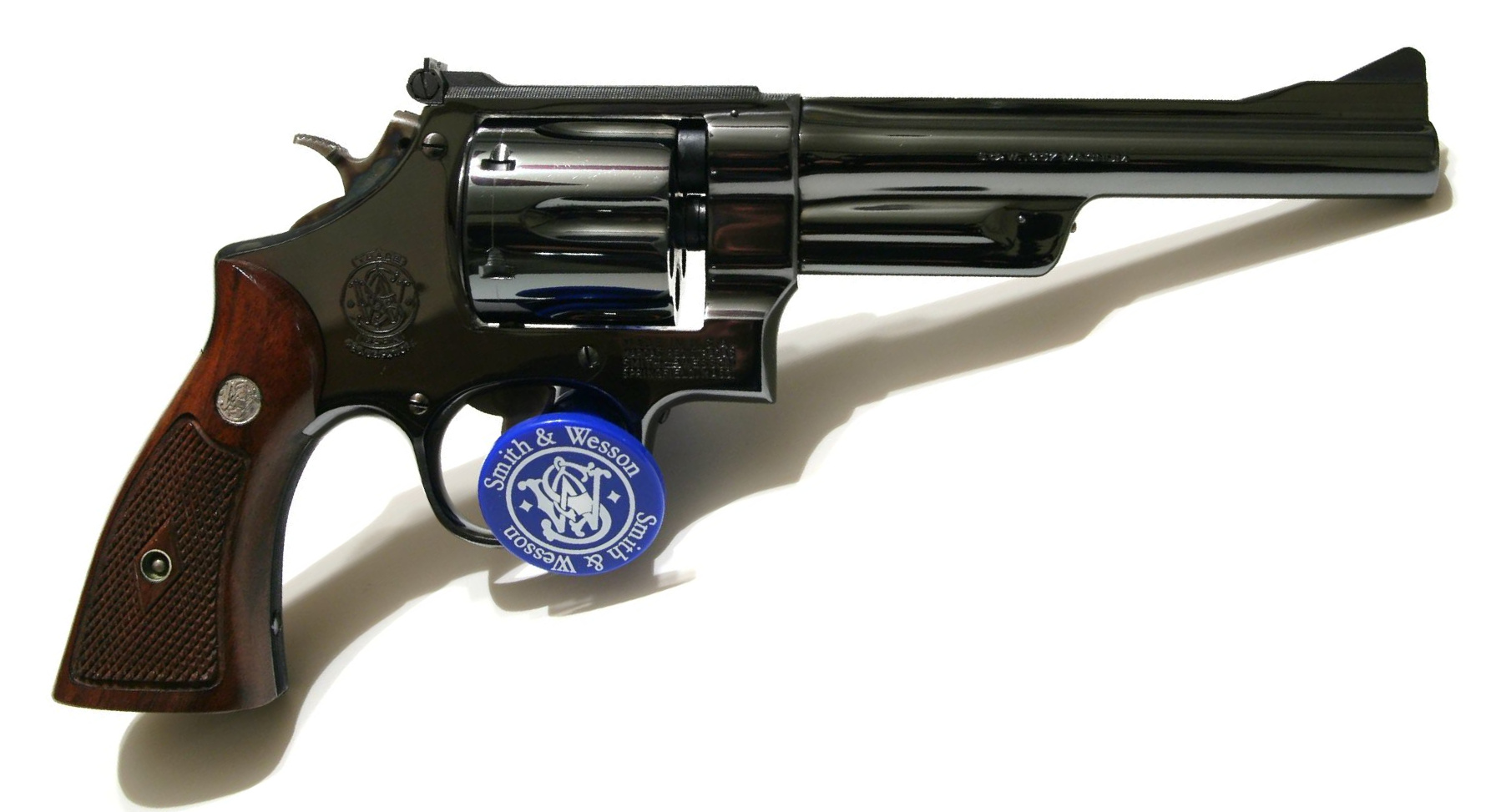
Smith & Wesson Model 27

Утром 22 января 1987 года, за день до вынесения ему приговора, Дуайер созвал пресс-конференцию, чтобы «сообщить свежую информацию о положении дел». На конференции взволнованный и нервничающий Дуайер заявил о своей невиновности и сообщил, что не уйдёт в отставку с поста государственного казначея. Его последние слова были такими:

Я благодарю всемилостивого Господа Бога за предоставленные мне 47 лет вдохновенных испытаний, удивительного жизненного опыта, множества счастливых событий и, прежде всего, за самую прекрасную супругу и детей, которых только можно представить.
Ныне моя жизнь изменилась без видимой на то причины. Звонящие и пишущие [мне] люди рассержены, но и беспомощны. Они знают о моей невиновности и хотят оказать помощь. Однако в этом государстве, в этой величайшей в мире демократии, нет ничего, что могло бы защитить меня от наказания за преступление, о котором известно, что я его не совершал. Некоторые из звонивших назвали меня современным Иовом.
Судья Мьюир обесчестил себя средневековым обвинительным приговором. Мне грозит заключение на 55 лет и штраф в 300 000 долларов за свою невиновность. Судья Мьюир уже сказал на пресс-конференции, что он, цитирую, «ощущал воодушевление», когда была установлена наша виновность, и что он планирует лишить меня свободы в целях устрашения других государственных чиновников. Однако устрашением это не будет, поскольку каждый чиновник, кто знаком со мной, знает, что я невиновен; наказание не будет законным, потому что я ничего не нарушал. Раз я жертва политического преследования, то моя тюрьма будет просто-напросто американским ГУЛАГом.
Я обращаюсь с просьбой к тем, кто верит в меня, продолжать поддерживать дружбу и молиться за мою семью, работать не покладая рук для создания справедливой правосудной системы в Соединённых Штатах, и не бросать попыток оправдать меня, чтобы моя семья и их потомки не были запятнаны этой несправедливостью, свершившейся со мной
Оригинальный текст (англ.)I thank the good Lord for giving me 47 years of invigorating challenges, stimulating experiences, many happy occasions, and, most of all, the finest wife and children a man could ever desire.

Now my life has changed, for no apparent reason. People who call and write are exasperated and feel helpless. They know I’m innocent and want to help. But in this nation, the world’s greatest democracy, there is nothing they can do to prevent me from being punished for a crime they know I did not commit. Some who have called have said that I am a modern day Job.
Judge [Malcolm] Muir is also noted for his medieval sentences. I face a maximum sentence of 55 years in prison and a $300,000 fine for being innocent. Judge Muir has already told the press that he, quote, “felt invigorated” when we were found guilty, and that he plans to imprison me as a deterrent to other public officials. But it wouldn’t be a deterrent because every public official who knows me knows that I am innocent; it wouldn’t be a legitimate punishment because I’ve done nothing wrong. Since I’m a victim of political persecution, my prison would simply be an American gulag.

I ask those that believe in me to continue to extend friendship and prayer to my family, to work untiringly for the creation of a true justice system here in the United States, and to press on with the efforts to vindicate me, so that my family and their future families are not tainted by this injustice that has been perpetrated on me.

На этом месте Дуайер прекратил чтение заготовленного текста и подозвал троих сотрудников, дав каждому по конверту. Один конверт содержал предсмертную записку, адресованную жене. Во втором была карточка донора органов и сопутствующие материалы. Третий содержал письмо к губернатору Пенсильвании Роберту П. Кейси, который вступил в должность лишь за два дня до этого.
Затем Дуайер достал из конверта большого формата воронёный револьвер Smith & Wesson Model 27 под патрон .357 Magnum и сказал собравшимся: «Пожалуйста, выйдите из комнаты, если вам это неприятно». Один из присутствующих крикнул Дуайеру, умоляя его положить пистолет на пол: «Бадд, не делай этого!», «Бадд, это неправильно!» и «Бадд, слушай меня!». Дуайер вложил ствол пистолета себе в рот и выстрелил. Он рухнул в сидячем положении вдоль стены, при этом из носа и выходного отверстия пули в верхней части головы текла кровь. Всё это произошло перед пятью телевизионными камерами, в то время как ставшие этому свидетелями люди в состоянии шока кричали и использовали ненормативную лексику. Смерть Дуайера была констатирована в 11:31 утра EST. В здании казначейства остался след самоубийства Дуайера: стена, напротив которой стоял Дуайер, когда произвёл выстрел, имеет заметное пулевое отверстие. Дыра зашпаклёвана и закрашена, но всё равно очень заметна. Кэтрин Бейкер Нолл, работавшая в офисе казначейства с 1989 по 1997 годы, в 1996 году сказала: «Я смотрю в это пулевое отверстие каждый день…».
Дуайер похоронен на кладбище города Блуминг Вэлли (Пенсильвания).

## В популярной культуре
- Сцены самоубийства были использованы в документальном фильме «Следы смерти».
- В честь Роберта Дуайера названы мини-альбом и заглавная песня американской инди-рок-группы Rapeman — Budd (1988).
- В песне немецкой трэш-метал-группы Kreator «Karmic Wheel» использованы отрывки из телеэфира, запечатлевшего самоубийство Роберта Дуайера.
- Американская индастриал-группа Filter написала песню «Hey Man, Nice Shot», посвящённую Дуайеру.
- У канадской маткор-группы Ion Dissonance есть песня под названием «The Bud Dwyer Effect», впервые выпущенная в мини-альбоме .357.
- В альбоме Hellbound (2013) группы Fit For an Autopsy присутствует песня «Thank You Budd Dwyer».
- На обложке микстейпа дуэта $uicideboy$ использована фотография Дуайера со стволом во рту. Сам микстейп назван «KILL YOUR$ELF III: The Budd Dwyer $aga».
- В композиции «Conspiracy (Ballad of Budd Dwyer)» белорусской stoner-metal группы Hippie Doom Squad использован семпл из последнего интервью Роберта Дуайера, которому, собственно, данная композиция и посвящена.
- В песне австрийской группы Ellende «Weltennacht» использованы отрывки из телеэфира, запечатлевшего самоубийство Роберта Дуайера. В официальном клипе использована видеозапись, обработанная кроваво-красным фильтром.
- Скотт Арсен младший ($crim) из дуэта $uicideboy$ использует никнейм Budd Dwyer и войстэг «Pull the trigger, Budd Dwyer» в качестве битмейкера.
- В композиции «Get Your Gunn» американской группы Marilyn Manson использован аудио-фрагмент записи самоубийства Дуайера.
- В книге Чарльза Р. Кросса «Тяжелее небес. Жизнь и смерть Курта Кобейна, о которых вы ничего не знали прежде» описана ситуация, когда Курт Кобейн и его друг Джесси Рид смотрели запись самоубийства Роберта Дуайера в квартире Курта в тяжёлый период его жизни, когда он пытался бороться с зависимостью, а также готовился стать отцом.